# Социал-демократическая либеральная партия (Фиджи)
Социал-демократическая либеральная партия (англ. Social Democratic Liberal Party, SODELPA) — фиджийская этно-националистическая политическая партия. Образована в январе 2013 года после роспуска Объединённой Партии Фиджи. Лидер партии — Ситивени Рабука. Генеральный секретарь — Ади Лития Кионибарави. Вопреки названию, придерживается правоконсервативной идеологии.

## История

### Основание партии
В январе 2013 года военный режим Фиджи обнародовал новые правила, регулирующие регистрацию политических партий. Среди новых правил было требование, чтобы все политические партии назывались на английском языке, а не на фиджийском. Вместо того чтобы изменить свое название, Партия Soqosoqo Duavata ni Lewenivanua (Объединённая партия Фиджи) завершила свою деятельность, преобразовавшись в социал-демократическую либеральную партию, чтобы сохранить аббревиатуру SDL. Однако последующая поправка к декрету о политических партиях запретила использование аббревиатур бывших партий, вынудив партию перейти на аббревиатуру «SODELPA».